# Aeroportul Placencia
Aeroportul Placencia (IATA: PLJ, ICAO: MZPL) este un aeroport din Stann Creek District⁠(d), Belize ce deservește zona Placencia⁠(d).
Situat la o altitudine de 4 m, aeroportul dispune de o singură pistă.